# 酒井了知
酒井 了知（さかい のりとも）は、江戸時代の武士。出羽庄内藩一門家老。酒井吉之允（玄蕃）家第7代。小柄な体格と、厳格な性格から五分南蛮（小さい唐辛子の意）と渾名されて畏怖された。

## 経歴
寛延3年（1750年）、出羽庄内藩組頭酒井重頼の四男として生まれる。
安永元年（1772年）9月、父の隠居により家督を相続。安永3年（1774年）12月、組頭。安永6年（1777年）、亀ヶ崎定番。天明2年（1782年）、中老に昇進。
寛政7年（1795年）、藩主忠徳の命で、郷方改革係となり、中老竹内茂樹、郡代服部勝承、白井重行と共に農村改革に着手した。
寛政9年（1797年）3月、家老となる。寛政11年（1799年）、乗輿を許される。享和2年（1802年）9月、亀ヶ崎城代に転任。
文化7年（1810年）1月、家督を嫡男了安に譲り隠居する。文政3年（1820年）6月9日死去。享年71。